# Fort Irwin, Kalifornien
Fort Irwin är en militär anläggning tillhörande USA:s armé i San Bernardino County, i delstaten Kalifornien, USA. På Fort Irwin finns National Training Center (NTC) som ger möjlighet till realistiska och storskaliga militärövningar i ökenmiljö.
Fort Irwin är också en Census designated place och enligt United States Census Bureau har CDP:n en folkmängd på 8 845 invånare (2010) och en landarea på 18,3 km².